# Paravaan

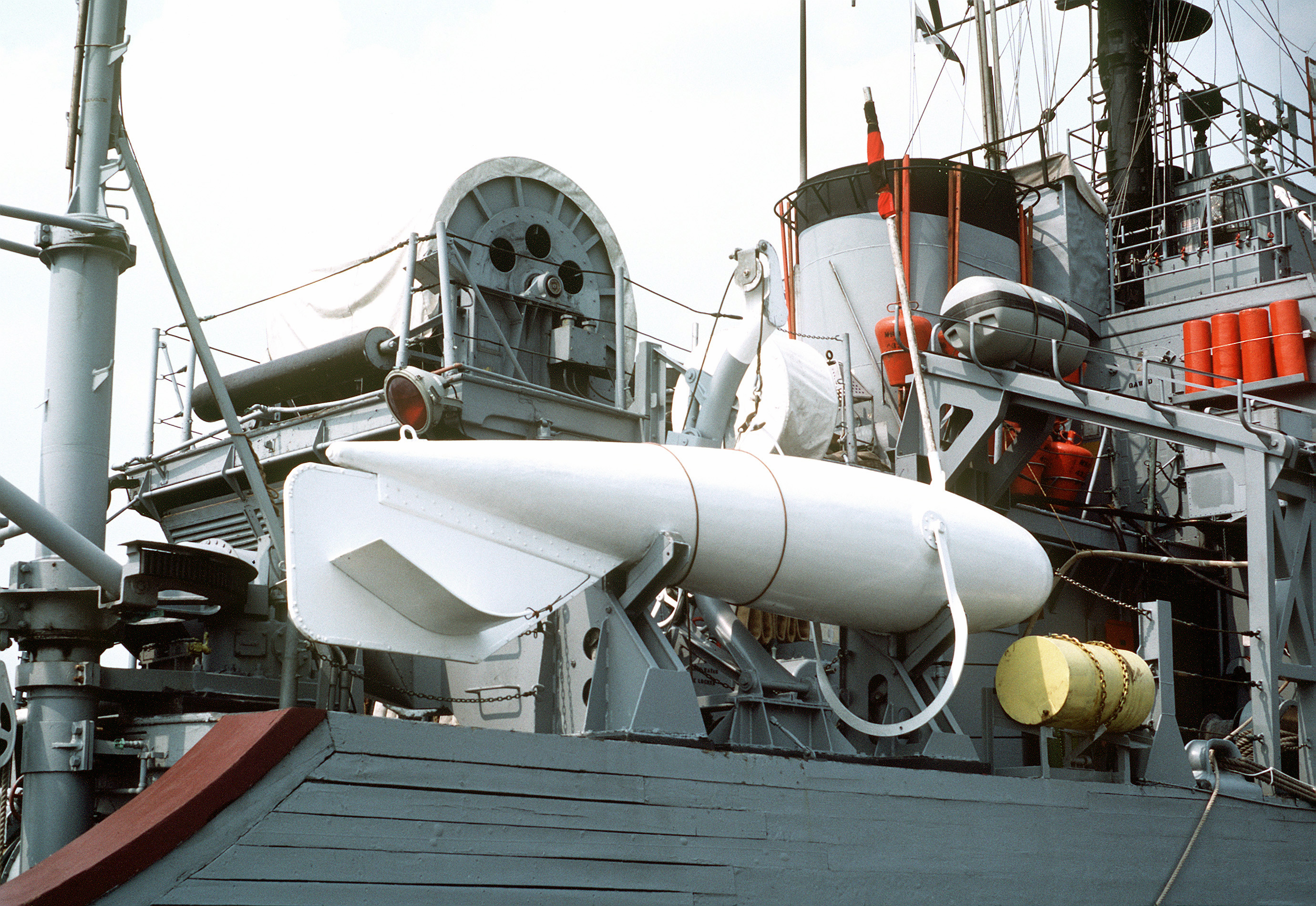
Paravaan aan boord op standaard

Een paravaan (Engels: paravane; van Italiaans: parare = beschermen en Engels: vane = plat blad, schoep) is een torpedo- of sigaarvormig, hol metalen lichaam met vleugels voorzien van een schaar of messen om de kabels van verankerde zeemijnen door te knippen of te snijden, zodat ze boven komen drijven.
Een paravaantuig wordt gevormd door twee sleepkabels die onderaan de steven van bijvoorbeeld een koopvaardijschip zijn bevestigd. De beide sleepkabels slepen elk een paravaan. De vleugels aan de paravaan zorgen ervoor dat de sleepkabels zijdelings van het schip blijven. 
Wanneer een sleepkabel tegen een ankerkabel van een zeemijn loopt zal deze afglijden naar de paravaan en door de daaraan bevestigde schaar of messen worden doorgeknipt of doorgesneden. Vervolgens komt de zeemijn naar boven en kan men het drijvende gevaar op afstand met geweerschoten onschadelijk maken. 
Het paravaantuig werd in loop van de Eerste Wereldoorlog door de Britse marine ingevoerd en gebruikt om hun schepen te beveiligen. Door de opkomst van grondmijnen en de bewerkelijkheid in het gebruik van het paravaantuig is deze vorm van beveiliging in de Tweede Wereldoorlog veel minder geworden.